# Lijst van meren in Turkije
Turkije bezit ongeveer 120 natuurlijke meren en meer dan 550 stuwmeren. Onderstaande lijst bevat de belangrijkste Turkse meren en stuwmeren, gesorteerd naar wateroppervlakte.

## Natuurlijke meren
| Naam in het Nederlands  | Naam in het Turks | Oppervlakte (km2) | Diepte | Locatie (district en/of provincie) |
| ----------------------- | ----------------- | ----------------- | ------ | ---------------------------------- |
| Vanmeer                 | Van Gölü          | 3755 km2          | 451 m  | Van, Bitlis                        |
| Tuzmeer                 | Tuz Gölü          | 1500 km2          | 2 m    | Aksaray, Ankara, Konya             |
| Beyşehirmeer            | Beyşehir Gölü     | 656 km2           | 10 m   | Beyşehir in Konya, Isparta         |
| Eğirdirmeer             | Eğirdir Gölü      | 482 km2           |        | Isparta                            |
| İznikmeer               | İznik Gölü        | 308 km2           |        | İznik in Bursa, Yalova             |
| Burdurmeer              | Burdur Gölü       | 200 km2           |        | Burdur, Isparta                    |
| Manyasmeer              | Manyas Gölü       | 166 km2           |        | Balıkesir                          |
| Acıgölmeer              | Acıgöl            | 153 km2           |        | Denizli, Afyonkarahisar            |
| Uluabatmeer             | Uluabat Gölü      | 134 km2           | 1–2 m  | Bursa                              |
| Çıldırmeer              | Çıldır Gölü       | 115 km2           |        | Ardahan, Kars                      |
| Palas Tuzlameer         | Palas Tuzla Gölü  | 106 km2           | 15 m   | Palas/Kayseri                      |
| Akşehirmeer             | Akşehir Gölü      | 105 km2           |        | Akşehir in Konya, Afyonkarahisar   |
| Ebermeer                | Eber Gölü         | 104 km2           |        | Afyonkarahisar                     |
| Erçekmeer               | Erçek Gölü        | 98 km2            |        | Van                                |
| Hazarmeer               | Hazar Gölü        | 86 km2            |        | Elazığ                             |
| Bafameer                | Bafa Gölü         | 60 km2            |        | Aydın, Muğla                       |
| Köyceğizmeer            | Köyceğiz Gölü     | 52 km2            |        | Köyceğiz in Muğla                  |
| Işıklımeer              | Işıklı Gölü       | 49 km2            |        | Denizli                            |
| Nazikmeer               | Nazik Gölü        | 48 km2            |        | Bitlis                             |
| Sapancameer             | Sapanca Gölü      | 47 km2            |        | Sakarya (provincie)                |
| Saldameer               | Salda Gölü        | 45 km2            | 184 m  | Burdur                             |
| Yaymeer                 | Yay Gölü          | 37 km2            |        | Kayseri                            |
| Akyatanmeer             | Akyatan Gölü      | 35 km2            |        | Adana                              |
| Balıkmeer               | Balık Gölü        | 34 km2            |        | Doğubeyazıt in Ağrı                |
| Marmarameer             | Marmara Gölü      | 34 km2            |        | Salihli, Gölmarmara in Manisa      |
| Çölmeer                 | Çöl Gölü          | 32 km2            |        | Ankara                             |
| Durusumeer (Terkosmeer) | Durusu Gölü       | 25 km2            |        | İstanbul                           |
| Dilmeer (Karinemeer)    | Karine Gölü       | 24 km2            |        | Aydın                              |
| Tuzlameer               | Tuzla Gölü        | 23 km2            |        | Kayseri                            |
| Küçükçekmecemeer        | Küçükçekmece Gölü | 16 km2            |        | Küçükçekmece, İstanbul             |
| Yaraşlımeer             | Yaraşlı Gölü      | 16 km2            |        | Burdur                             |
| Haçlımeer               | Haçlı Gölü        | 16 km2            |        | Muş                                |
| Seyfemeer               | Seyfe Gölü        | 15 km2            |        | Kırşehir                           |
| Akyayanmeer             | Akyayan Gölü      | 15 km2            |        | Adana                              |
| Hozapinmeer             | Hozapin Gölü      | 14 km2            |        | Ardahan                            |
| Arinmeer                | Arin Gölü         | 13 km2            |        |                                    |
| Nemrutmeer              | Nemrut Gölü       | 12 km2            |        | Bitlis (provincie)                 |
| Balıkmeer               | Balık Gölü        | 12 km2            |        | Ağrı (provincie)                   |
| Büyükçekmecemeer        | Büyükçekmece Gölü | 11 km2            |        | Büyükçekmece, Istanbul             |
| Bolukmeer               | Boluk Gölü        | 11 km2            |        |                                    |
| Akdoğanmeer             | Akdoğan Gölü      | 11 km2            |        |                                    |
| Çavuşlumeer             | Çavuşlu Gölü      | 9 km2             |        |                                    |
| Düden                   | Düden Gölü        | 8 km2             |        |                                    |
| Galameer                | Gala Gölü         | 8 km2             |        | Edirne                             |
| Karataşmeer             | Karataş Gölü      | 6 km2             |        |                                    |
| Moganmeer               | Mogan Gölü        | 6 km2             |        | Ankara                             |
| Paradenizmeer           | Paradeniz         | 4 km2             |        | Mersin                             |
| Mekemeer                | Meke Gölü         | 2,57 km2          |        | Konya                              |
| Kuyucukmeer             | Kuyucuk Gölü      | 2,45 km2          | 13 m   | Kars                               |
| Eymirmeer               | Eymir Gölü        | 1,8 km2           |        | Ankara                             |
| Abantmeer               | Abant Gölü        | 1,28 km2          | 18 m   | Bolu                               |
| Gölcükmeer              | Gölcük Gölü       | 1 km2             |        | İzmir                              |

## Stuwmeren
| Naam in het Nederlands | Naam in het Turks       | Oppervlakte (km2) | Diepte | Locatie                       |
| ---------------------- | ----------------------- | ----------------- | ------ | ----------------------------- |
| Atatürkstuwmeer        | Atatürk Baraj Gölü      | 817 km2           |        | Şanlıurfa, Adıyaman           |
| Kebanstuwmeer          | Keban Baraj Gölü        | 675 km2           |        | Elazığ, Tunceli, Erzincan     |
| Ilısustuwmeer          | Ilısu Baraj Gölü        | 313 km2           |        | Mardin, Şırnak, Siirt, Batman |
| Karakayastuwmeer       | Karakaya Baraj Gölü     | 298 km2           |        | Malatya, Elazığ, Diyarbakır   |
| Hirfanlıstuwmeer       | Hirfanlı Baraj Gölü     | 263 km2           |        | Ankara, Kırşehir              |
| Silvanstuwmeer         | Silvan Baraj Gölü       | 178 km2           |        | Diyarbakır                    |
| Altınkayastuwmeer      | Altınkaya Baraj Gölü    | 118 km2           |        | Samsun                        |
| Alpaslan-1stuwmeer     | Alpaslan-1 Baraj Gölü   | 115 km2           |        | Muş                           |
| Sarıyarstuwmeer        | Sarıyar Baraj Gölü      | 83 km2            |        | Ankara, Eskişehir             |
| Seyhanstuwmeer         | Seyhan Baraj Gölü       | 67 km2            |        | Adana                         |
| Kılıçkayastuwmeer      | Kılıçkaya Baraj Gölü    | 64 km2            |        | Sivas, Giresun                |
| Aslantaşstuwmeer       | Aslantaş Baraj Gölü     | 49 km2            |        | Adana                         |
| Demirköprüstuwmeer     | Demirköprü Baraj Gölü   | 47 km2            |        | Manisa                        |
| Karacaörenstuwmeer     | Karacaören Baraj Gölü   | 45 km2            |        | Burdur, Isparta               |
| Büyükçekmecestuwmeer   | Büyükçekmece Baraj Gölü | 43 km2            |        | İstanbul                      |
| Menzeletstuwmeer       | Menzelet Baraj Gölü     | 42 km2            |        | Kahramanmaraş                 |
| Arpaçaystuwmeer        | Arpaçay Baraj Gölü      | 41 km2            |        | Kars                          |